# Tchajwanský dolar
Tchajwanský dolar, resp. oficiálním názvem nový tchajwanský dolar (tradiční čínština: 新臺幣 nebo 新台幣; pinyin: Xīntáibì), je oficiálním platidlem v Čínské republice. Oficiální zkratka měny je TWD, v běžném zápise se název nahrazuje zkratkou NT$. Měna je vydávána Ústřední bankou Čínské republiky. Tchajwanský dolar má dvě podjednotky: 1 NT$ = 10 ťiao (角) = 100 fenů (分).
Nový tchajwanský dolar je vydáván Ústřední bankou Čínské republiky od 15. června 1949 (nešlo ještě o „tchajwanský dolar“, neboť vznik Čínské lidové republiky a rozštěpení Číny nastaly až 1. října 1949), kdy byl stanoven kurs pro výměnu za starou měnu v poměru 40 000 : 1. Úkolem nové měny bylo zastavit hyperinflaci – důsledek občanské války.
Mince i bankovky jsou produkovány přímo v Čínské republice pod dohledem Ústřední banky Čínské republiky. V oběhu jsou bankovky v nominálních hodnotách 2000, 1000, 500, 200 a 100 NT$. Mince jsou raženy v následujících hodnotách: 50, 20, 10, 5, 1 NT$ a 5 ťiao. V oběhu se málo vyskytují bankovky v hodnotách 2000 a 200 NT$ a mince v hodnotách 20 NT$ a 5 ťiao.
Směnný kurs tchajwanského dolaru vůči české koruně byl podle ČNB 30. dubna 2020 v poměru 1 NT$ = 0,838 Kč.